# Суханцева Вікторія Костянтинівна
Вікторія Костянтинівна Суханцева (нар. 19 січня 1949, Ворошиловград — 10 січня 2019) — українська філософ-естетка, культурологиня, поетеса та письменниця. Основоположник української філософії музики. Проросійська колаборантка.

## Біографія
Народилася в Луганську (у 1949 р. — Ворошиловград). Батько — заступник редактора газети «Ворошиловградська правда», мати — викладач музики. 1964—1968 — учениця Середньої спеціальної музичної школи ім. Гнєсіних (спеціалізація: фортепіано). Серед товаришів по навчанню багато видатних вчених і музикантів зі світовим ім'ям, громадських діячів і педагогів: І. А. Монігетті, О. В. Івашкін, М. Секлер, О. І. Кузнєцова, О.Соколов, В. Єфімов.
- 1968—1973 — студентка фортепіанного факультету Державного музично-педагогічного інституту імені Гнесіних. Диплом з відзнакою.
- У числі педагогів — професійних наставників В. К. Суханцевої — О. Л. Іохелес, В. П. Стародубовський, С. Р. Раппопорт, Г. І. Куніцин, Р. К. Ширинян, Ю. М. Рагс, К. К. Розеншильд, О. Д. Алексєєв[1].
- 1969 −1973 — студентка Літературного інституту ім. О. М. Горького, відділення поезії, вірші друкувалися в журналі «Юність», була випущена власна збірка поезії.
- У 1970 вийшла заміж за Євгена Васильовича Козлова, випускника МДУ за спеціальністю «філософія», з яким щасливо прожила 35 років.
- 1976—1994 — викладач Ворошиловградського державного педагогічного інституту ім. Т. Г. Шевченка, завідувач кафедри теорії, історії музики та гри на музичних інструментах, декан факультету музики та музичної культури.
- 1984 — захист кандидатської дисертації на тему: "Гносеологічний аналіз ролі ритму в процесі художньої творчості (присвоєно вчений ступінь кандидата філософських наук, спеціальність: «естетика»).
- 1991 — захист докторської дисертації на тему: «Категорія часу в музичній культурі» (присвоєно вчений ступінь доктора філософських наук).
- 1994 −1997 — ректор інституту підвищення кваліфікації післядипломної освіти (ЛІПО).
- 1997 −2000 — професор кафедри філософії СНУ імені Володимира Даля.
- 2000—2013 — зав. кафедрою світової філософії та естетики СНУ ім. В. Даля. З 2001 — декан філософського факультету. З 2003 — голова Спеціалізованої наукової ради Д 29.051.05 по захисту кандидатських і докторських дисертацій (спеціальності: «естетика» і «філософська антропологія, філософія культури»).

## Науково-педагогічна діяльність
В. К. Суханцева є засновником наукової школи філософії музики. У 1991 році В. К. Суханцева захищає в Києві докторську дисертацію за темою: «Категорія часу в музичній культурі», яка була першою дисертацією в Радянському Союзі з філософії музики. Всі, хто захищається по близьких темах сьогодні, посилаються на її монографії. Німецький письменник Ліон Фейхтвангер стверджував, що талановита людина є талановитою в усіх галузях. Вікторія Суханцева на власному прикладі підтвердила правдивість цього вислову. Блискуча гуманітарна освіта допомогла Вікторії Костянтинівні зрозуміти філософію, відкрити ті точки дотику між музикою і філософією, які згодом стали центральною темою її наукових інтересів. На рахунку Вікторії Костянтинівни близько трьохсот наукових робіт, три з яких — монографії. Завдяки Вікторії Костянтинівні, сьогодні в Луганську сформована потужна наукова школа, філософський факультет щорічно випускає студентів — філософів і аналітиків, 10 років працює Наукова Рада по захисту докторських і кандидатських дисертацій за спеціальностями: «естетика» і «філософська антропологія, філософія культури». «Найсильніший напрямок факультету — це естетика, у нас найкраща в Україні школа з естетики. На кафедрі викладають філософію і естетику вісім докторів наук, у Київському університеті їх всього два», — зазначає директор інституту філософії та психології В. К. Суханцева. Вчені з усієї України захищають свої дисертації в Луганську, а учні Вікторії Костянтинівни опановують нові напрямки сучасної науки. Під її керівництвом захищено більше 20 кандидатських і 6 докторських дисертацій, студенти, аспіранти та докторанти не просто поважають, а й люблять свого педагога, в студентському середовищі вона користується великим авторитетом. Вона володіє особливою енергетикою, вміє привернути до себе і заряджати оточуючих незвичайною мудрістю і бажанням пізнання. Примітно, що де б не працювала Вікторія Костянтинівна Суханцева, вона скрізь займала керівні посади. Вікторія Костянтинівна Суханцева не тільки професор і доктор філософських наук, талановитий керівник і педагог, що володіє величезним багажем знань, а й по-справжньому неординарна особистість, приголомшливий співрозмовник і просто красива жінка. Вона говорить: «Філософія — це свого роду магніт, який „витягує“ з натовпу людей з певним самостійним гуманітарним мисленням».
В. К. Суханцева — член Науково-методичної комісії з філософської освіти Міністерства освіти і науки України, головний редактор фахової збірки «Філософські дослідження». Відмінник народної освіти України (1987 р.), Відмінник освіти України (1995 р.), має Подяку Кабінету мінїстрів України (2001 р.), Почесний знак «За розвиток регіону» (2006 р.); Заслужений діяч науки і техніки України (2009 р.)
З 2014 року виступала як активна колаборантка і запеклий ворог України. В ЛНР займала посади проректора з наукової роботи «Луганской государственной академии культуры и искусств имени М. Матусовского» та голови «Высшей аттестационной комиссии при Министерстве образования и науки ЛНР».